# 拉斯·霍华德
拉斯·霍华德（英語：Russ Howard，1956年2月19日—），加拿大男子冰壶运动员。他曾代表加拿大获得2006年冬季奥运会冰壶比赛男子团体金牌。他也曾两次在世界男子冰壶锦标赛上获得冠军。